# Манкович, Степан Степанович
Степан Степанович Манкович (белор. Сцяпан Сцяпанавіч Манковіч; 30 апреля [13 мая] 1905, Березино, Минская губерния — 18 апреля 1978, Витебск) — Герой Советского Союза.

## Биография
Манкович, белорус по национальности, родился в деревне Березино (ныне Докшицкий район Витебской области) в крестьянской семье. После окончания 7 классов прошёл обучение в совпартшколе. В рядах Советской Армии служил в 1927—1929 годах. С 1929 года на советской и партийной работе . В 1930 году вступил в КПСС. В 1939 году был назначен секретарём Бегомльского райкома партии Минской области.
С началом Великой Отечественной войны оставлен в тылу врага для организационной работы в области подполья и партизанской деятельности. В рядах партизан оказался с марта 1942 года. С сентября того же года комиссар отряда, с декабря 1943 года — комиссар партизанской бригады «Железняк» в Минской области. Одновременно с августа 1942 года занимал пост секретаря Бегомльского подпольного райкома партии. Проявил себя как значительный деятель в области создания подпольных партизанских и комсомольских организаций, в развитии партизанского движения в Минской области.
Указом Президиума Верховного Совета СССР «О присвоении звания Героя Советского Союза белорусским партизанам» от 1 января 1944 года за «образцовое выполнение правительственных заданий в борьбе против немецко-фашистских захватчиков в тылу противника и проявленные при этом отвагу и геройство и за особые заслуги в развитии партизанского движения в Белоруссии» удостоен звания Героя Советского Союза с вручением ордена Ленина и медали «Золотая Звезда».
После войны перешёл на советскую и партийную работу в Витебскую область. В 1946 году он окончил Высшую партшколу при ЦК КПСС. Проживал в Витебске. Был похоронен на Мазуринском кладбище в Витебске.

## Награды и звания
- Герой Советского Союза[1]
- Орден Ленина[1]
- Орден Красного Знамени[1]
- Орден Отечественной войны I степени[1]
- Орден Трудового Красного Знамени[1]
- Медали

## Память
- В 1979 году на могиле Манковича была установлена стела[3].
- Одна из улиц г. п. Бегомль названа именем С. С. Манковича[4].
- На родине в д. Березино (Докшицкий район) имя Манковича присвоено школе, в которой создан посвящённый ему музей, перед школой воздвигнут бюст[4][6]. Впоследствии школа была закрыта. Имя С. С. Манковича было присвоено средней школе в г. п. Бегомль[7]. Бюст С. С. Манковича был перевезён из д. Березино в г. п. Бегомль, официально открыт в 2020 году на аллее у главного входа в школу[8][9]. На здании школы установлена мемориальная доска в честь С. С. Манковича. Одна из экспозиций в школьном музее посвящена С. С. Манковичу.
- Имя С. С. Манковича присвоено пионерской дружине ГУО "Бегомльская средняя школа Докшицкого района имени С. С. Манковича".